# François Janssens
François Janssens (ur. 25 września 1945 w Turnhout, zm. 8 stycznia 2024) – belgijski piłkarz grający na pozycji napastnika.

## Kariera klubowa
Piłkarską karierę François Janssens rozpoczął w 1961 w KV Turnhout. W 1966 przeszedł do Lierse SK i grał w nim przez kolejne 15 lat. Z Lierse zdobył Puchar Belgii w 1969. Ostatnim klubem w karierze Janssensa był K Sint-Niklase SKE, gdzie występował w latach 1981–1983.

## Kariera reprezentacyjna
W reprezentacji Belgii François Janssens występował w latach 1972–1973. W 1970 uczestniczył w mistrzostwach świata. Na mundialu w Meksyku był rezerwowym i nie wystąpił w żadnym meczu. W reprezentacji zadebiutował 22 maja 1972 w wygranym 4-0 meczu eliminacji mistrzostw świata 1974 z Islandią. Był to udany debiut, gdyż Janssens zdobył bramkę. Kilka tygodni później uczestniczył w mistrzostwach Europy. W turnieju finałowym rozgrywanym w Belgii był rezerwowym i nie wystąpił w żadnym meczu. Belgia zajęła na tym turnieju trzecie miejsce. Drugi i ostatni raz w reprezentacji wystąpił 31 października 1973 w wygranym 2-0 meczu eliminacji mundialu 1974.